# Riesenstein (Klink)

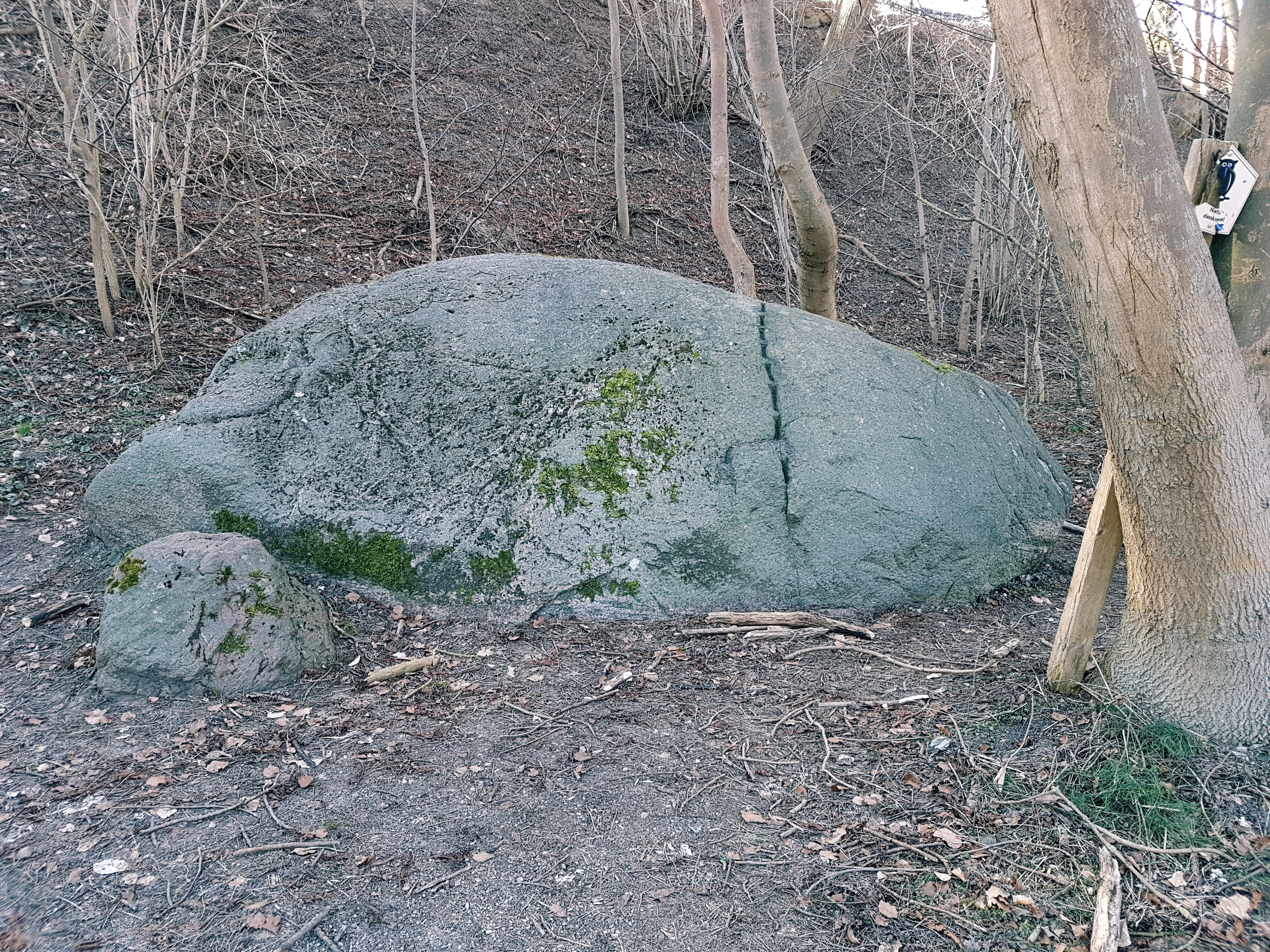
Der Riesenstein in Klink.

Der Riesenstein ist ein Findling in Klink in unmittelbarer Nähe der Müritz in Mecklenburg-Vorpommern. Er ist der größte Findling der Müritzregion und steht als Naturdenkmal und Geotop unter Schutz.

## Lage
Der Stein befindet sich etwa 600 m südlich von Schloss Klink, direkt am Uferweg und nur etwa 30 m von der Müritz entfernt. Eine Tafel erläutert die geologischen Besonderheiten.

## Beschreibung
Der Findling hat eine Länge von 4,50 m und eine Breite von etwa 2,60 m. Seine Höhe beträgt vermutlich 2,50 m, wovon etwa 1,70 m über dem Erdboden liegen. Der ermittelte Umfang beträgt etwa 13,20 m und das Volumen etwa 15 m³.
Das Gestein ist ein Granitgneis aus Skandinavien.

## Geschichte

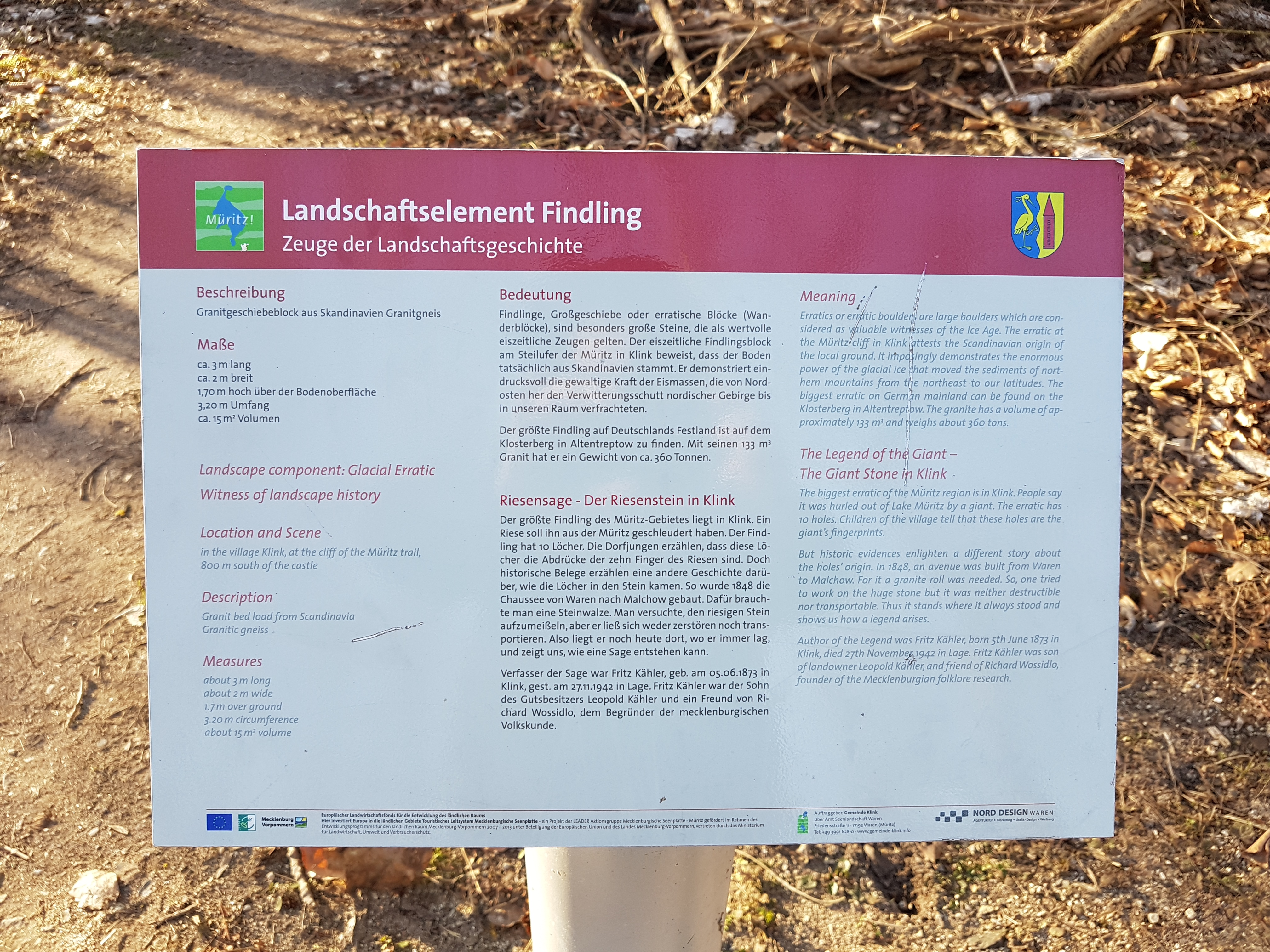
Eine Tafel erzählt die Geschichte des Steins.

Der Stein wurde während der Weichseleiszeit abgelagert. Bekannt ist er seit mindestens 1848. In diesem Jahr wurde die Chaussee von Waren (Müritz) nach Malchow gebaut und der Stein als Walze benötigt. Allerdings misslang der Versuch, ihn aufzumeißeln und zu transportieren. Die zu diesem Zweck angebrachten neun Meißellöcher, die senkrecht zur Textur liegen, sind auch heute noch gut erkennbar.
Der Heimatdichter Friedrich Kähler erdichtete hieraus die Sage, dass ein Riese den Stein an das Ufer der Müritz warf. Die (angeblich) zehn Löcher seien seine Fingerabdrücke.